# 하타 유이치로
하타 유이치로(羽田雄一郎, 1967년 7월 29일 ~ 2020년 12월 27일)는 일본의 정치인이다.

## 생애
도쿄 세타가야구에서 태어났다. 할아버지 하타 부시로는 참의원 의원이었고 아버지 하타 쓰토무는 내각총리대신을 지냈다. 다마가와 대학교 문학부를 졸업했다.
중의원 의원인 아버지 하타 쓰토무의 비서를 하다가 1999년 나가노현 선거구 참의원 보궐 선거에 당선되었다. 2012년에는 민주당 의원으로서 노다 내각에서 국토교통대신을 맡았다. 이후 민주당 참의원 간사장, 입헌민주당 참의원 간사장 등을 맡았다.
다 함께 야스쿠니 신사에 참배하는 국회의원의 모임 소속으로, 일본의 종전기념일인 8월 15일마다 야스쿠니 신사에 참배를 해왔다. 한편으로는 헌법 9조의 개정과 집단적 자위권 행사에 반대하는 입장을 가졌다.

### 사망
코로나19 범유행중이던 2020년 12월 24일 38.6도의 고열을 보였다. PCR 검사의 예약이 밀려 27일에서야 검사를 받으러 갈 수 있었다. 27일 PCR 검사를 받으러 비서가 운전하는 차로 가던 중 차 안에서 의식을 잃어 응급차로 도쿄 대학 의학부 부속 병원으로 옮겼지만 숨졌다. 이후 검사에서 코로나19 양성 판정을 받았다. 이튿날인 28일 후쿠야마 데쓰로 입헌민주당 간사장은 하타가 생전에 당뇨병·고지혈증·고혈압 등 기저질환이 있었으며 애연가였다고 밝혔다.

## 같이 보기
- 노다 내각